# Vislanka
Vislanka es un municipio situado en el distrito de Stará Ľubovňa, en la región de Prešov, Eslovaquia. Tiene una población estimada, en julio de 2024, de 261 habitantes.

## Demografía
| Año        | 1994 | 2004    | 2014    | 2024    |
| ---------- | ---- | ------- | ------- | ------- |
| Población  | 302  | 282     | 262     | 258     |
| Diferencia |      | −6,62 % | −7,09 % | −1,52 % |

| Año        | 2023 | 2024    |
| ---------- | ---- | ------- |
| Población  | 261  | 258     |
| Diferencia |      | −1,14 % |